# Malagidris galokoa
Malagidris galokoa (лат.) — вид мелких муравьёв рода Malagidris (подсемейство мирмицины).

## Описание
Мадагаскар. Мелкие мирмициновые муравьи желтоватого цвета (длина тела около 5 мм). Ширина головы от 0,72 мм до 0,78 мм. Соотношение ширины и длины головы (головной индекс, CI) = 67-70 (голова узкая). Соотношение длины скапуса к ширине головы (индекс скапуса, SI) = 163—170 (скапус длинный). Рабочая каста мономорфная. Нижнечелюстные щупики 5-члениковые, нижнегубные щупики состоят из 3 сегментов. Усики 12-члениковые (у самцов 13-члениковые). Жвалы треугольной формы с 8-13 зубцами на жевательном крае. Голова вытянутая, суженная позади глаз (шеевидная). Усики и ноги длинные. Стебелёк между грудкой и брюшком состоит из двух члеников: петиолюса и постпетиолюса (последний четко отделен от брюшка), жало развито, куколки голые (без кокона). Заднегрудка с длинными проподеальными шипками. Брюшко гладкое и блестящее.

## Систематика
Вид был впервые описан в 2014 году английским мирмекологом Барри Болтон (The Natural History Museum, Лондон, Великобритания) и американским энтомологом Брайаном Фишером (B. L. Fisher; Department of Entomology, California Academy of Sciences, Сан-Франциско, Калифорния, США). Видовое название дано по месту обнаружения (Galoko chain, Mont Galoko). От близких видов отличаются короткими проподеальными шипиками, загнутыми антеродозально. Сходный редкий признак известен у юго-восточно-азиатского рода муравьёв Recurvidris (Bolton, 1992). Среди прочих представителей рода Malagidris сходные проподеальные шипики есть у вида Malagidris dulcis Bolton & Fisher, 2014, но они не изогнутые, а прямые.